# 徳本伸一
徳本 伸一（とくもと しんいち、1941年 -2019年）は、日本の法学者。専門は民法。金沢大学名誉教授。幾代通門下。
石川県金沢市生まれ。1960年 群馬県立渋川高等学校卒業。1964年 東北大学法学部卒業。1965年 東北大学大学院法学研究科修士課程退学。同年東北大学法学部助手。1969年 金沢大学法文学部講師。1972年 金沢大学法文学部助教授。1980年 金沢大学法学部助教授。1982年 金沢大学法学部教授。2007年金沢大学停年退官。同名誉教授。

## 主著
- 鈴木忠一・三ヶ月章監修『新・実務民事訴訟講座 第4巻』（分担執筆、日本評論社、1982年）
- 『共同不法行為』（一粒社、1987年）
- 幾代通著徳本補訂『不法行為法』（有斐閣、1993年）
- 幾代通著徳本補訂『不動産登記法（法律学全集）』（有斐閣、1994年第4版）